# 曼昂镇区
曼昂镇区為緬甸若開邦洞鸽县的鎮區。2014年人口56,966人，區域面積511.63平方公里。曼昂為該镇区首府。
曼昂镇区位在曼昂島上，該島為若開邦第二大島嶼。曼昂镇区分別由曼昂島、耶島（Ye Kyun）和德久島（Taik Kyu Island）等三座島嶼所組成。
曼昂镇区西邊臨孟加拉灣，蘭里島位在該镇区東北方，耶島（Ye Kyun）位在該镇区南方，洞鴿則位在該镇区東方。曼昂島坐落在若開邦沿海地區，全島海岸線約55英里（88.51公里），經緯度位在北緯18度47分、東經93度38分處。
曼昂镇区海拔最高為296公尺，最低為1.8公尺。該镇区下分5村組和138村莊。

## 圖片

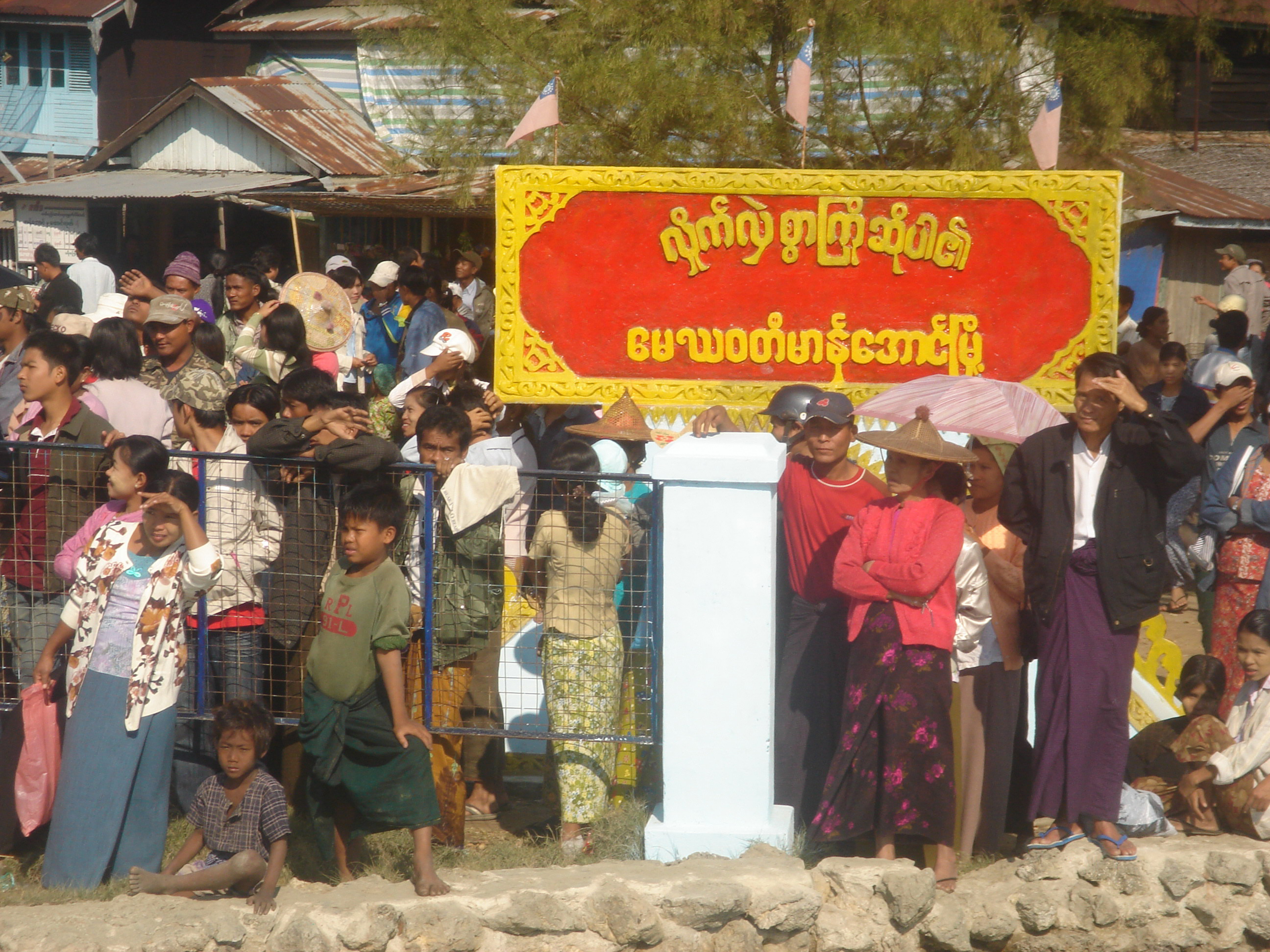
進入曼昂镇区歡迎牌
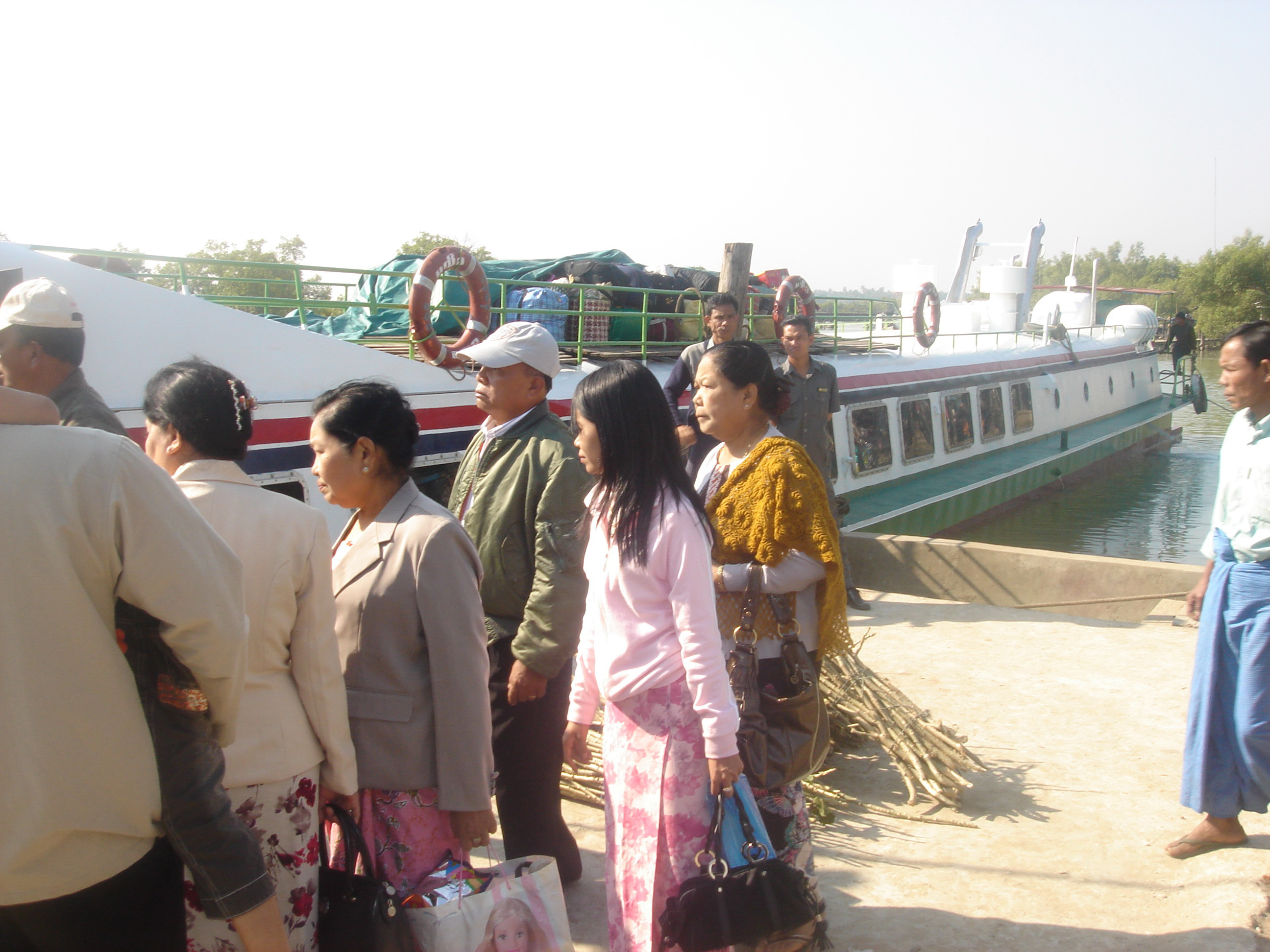
曼昂镇区公共運輸
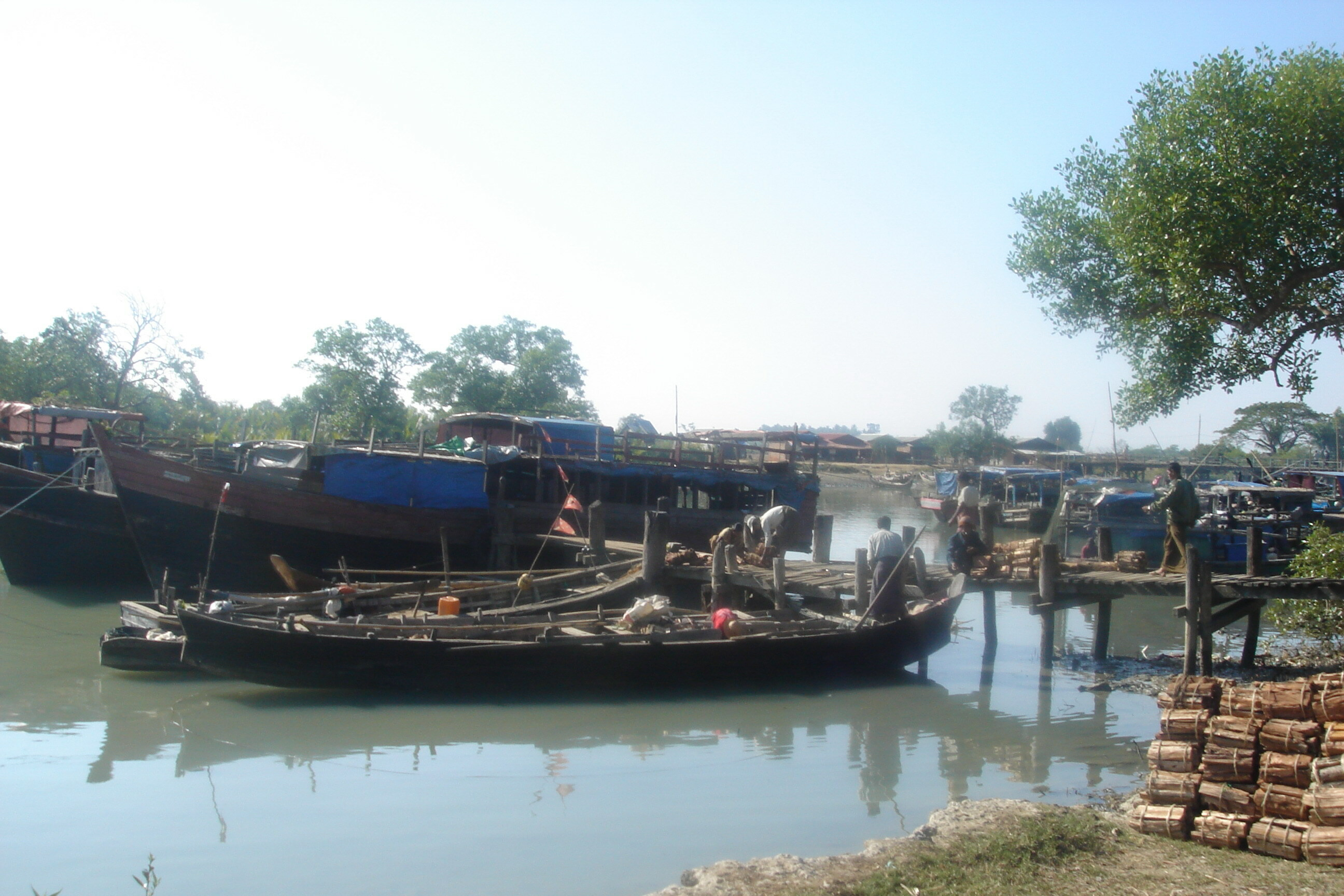
曼昂镇区貨物運輸
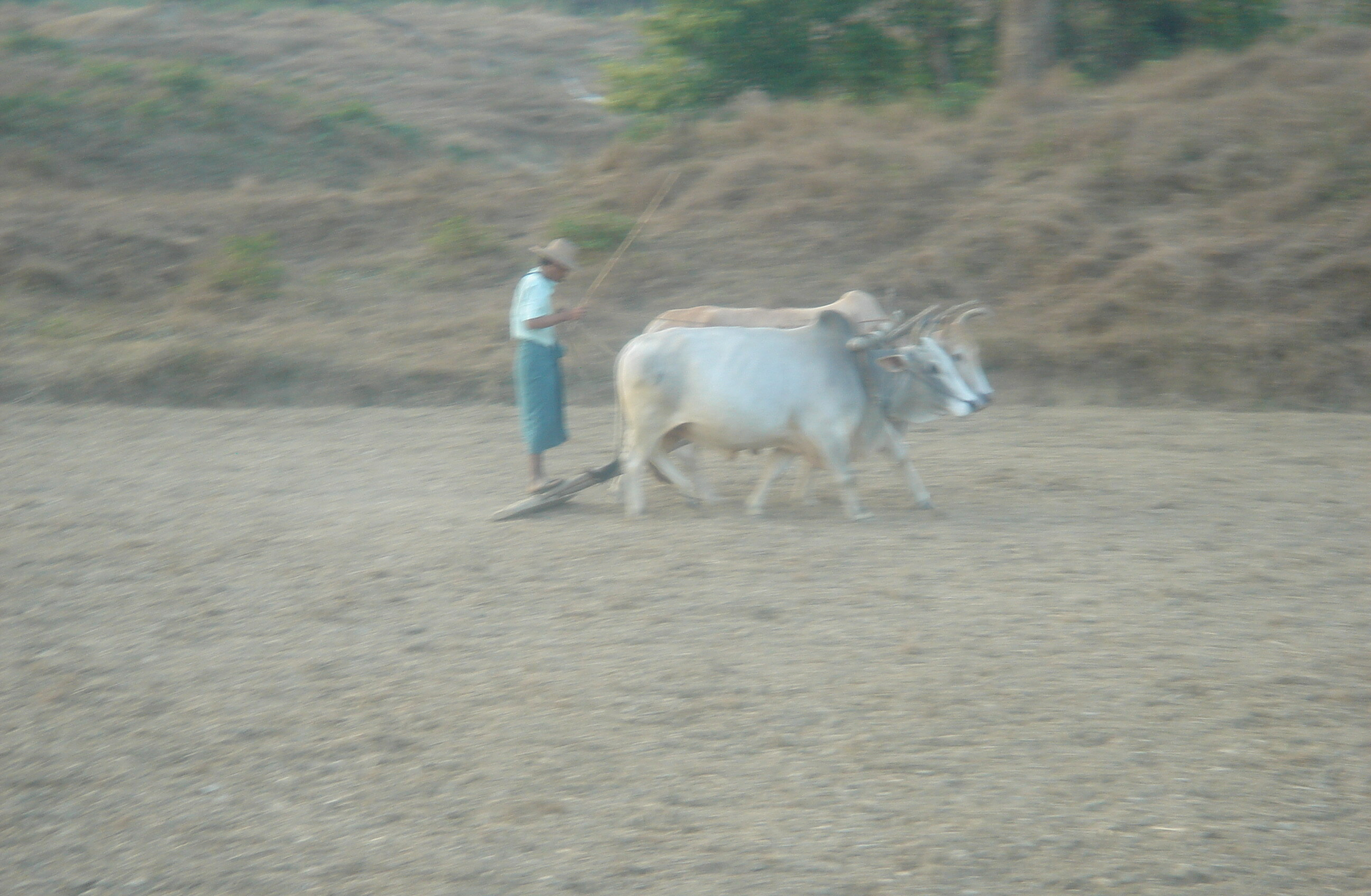
曼昂镇区農業
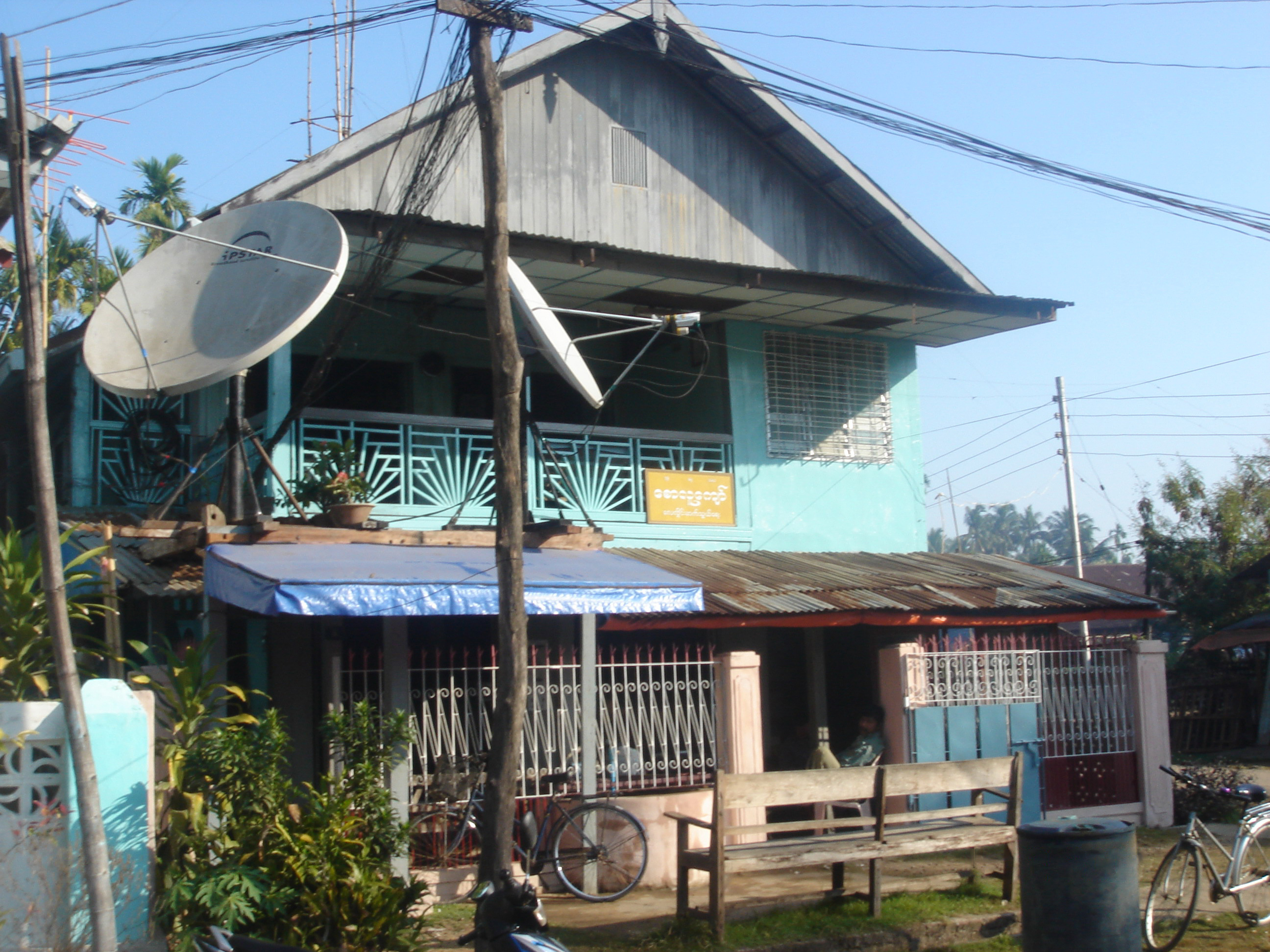
曼昂镇区通訊傳播
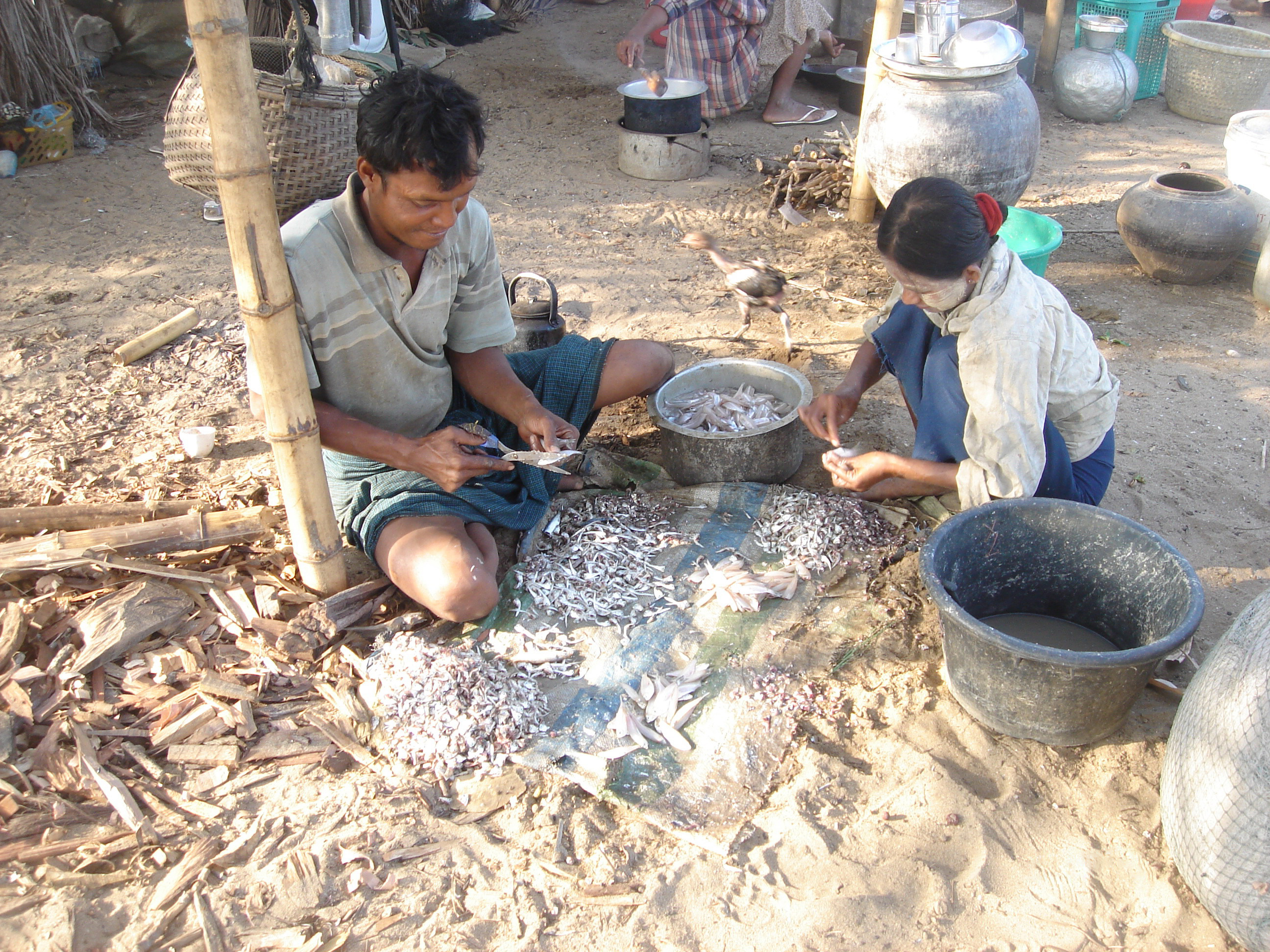
曼昂镇区商業